# Bunny chow
Il bunny chow o bunny è un piatto sudafricano costituito da una pagnotta scavata e ripiena di carne speziata al curry.

## Etimologia
In inglese sudafricano, la parola chow è un termine gergale che indica il cibo, mentre la parola bunny sarebbe, in questo caso, una deformazione dell'inglese Bania (baniano).

## Storia

### Origini
Benché si pensi che il bunny chow provenga da Durban, esistono diverse versioni che spiegano la sua origine. Secondo alcuni, il piatto sarebbe stato inventato nel bar-ristorante Kapitan's, situato all'angolo fra Victoria e Albert Street di Durban, e gestito da membri della comunità baniana. Secondo altri, il bunny chow fu ideato dai caddie che, non potendo portare con sé oggetti affilati come i coltelli durante l'apartheid, erano obbligati a portare appresso un pranzo al sacco. Un'altra interpretazione vuole che il piatto nacque per ovviare a un problema collettivo: dal momento che il tradizionale roti con i fagioli era scomodo da consumare come cibo da asporto, i lavoratori del Sudafrica decisero di preparare una più pratica pagnotta riempita di curry tappata alla sua estremità.

### Oggi
Oltre a essere un piatto tradizionale di Durban, il bunny chow è oggi un noto piatto da fast food e street food sudafricano. Ogni anno, durante il mese di settembre, si tiene, sulla riva sud del fiume Umgeni, il concorso culinario "Bunny Chow Barometer", durante il quale i partecipanti preparano quello che viene considerato il miglior bunny chow.

## Caratteristiche
Il tradizionale bunny chow è composto da una pagnotta cubica che viene riempita di curry di Durban a base di montone o agnello, maiale, fagioli e ingredienti a piacere. Spesso sono accompagnati da salsa sambal, a base di carote grattugiate, peperoni e cipolle. Il bunny chow si mangia con le dita, e può essere condiviso fra i commensali. Un tempo, questo cibo da strada veniva servito avvolto nella carta di giornale.